# نيل بيتس
نيل بيتس (بالإنجليزية: Neil Betts)‏ هو لاعب اتحاد الرغبي أسترالي، ولد في 13 أبريل 1926 في بريزبان في أستراليا، وتوفي بنفس المكان في 4 فبراير 2017.